# Grootgrondbezitter
Een grootgrondbezitter is een heerser, instelling of particulier persoon die in bezit is van een grote oppervlakte aan land. Vooral de adel en kerkelijke organisaties hadden vroeger veel grond in bezit. In de twintigste eeuw zijn sommige multinationale ondernemingen, overheidsorganisaties, financiële instellingen en natuurbeschermingsorganisaties uitgegroeid tot grootgrondbezitter.

## Achtergrond
Grootgrondbezit is reeds bekend vanuit de klassieke oudheid. Vaak ging het om landgoederen, die in feite economische eenheden waren. Hier werd niet alleen landbouw en veeteelt, jacht en visserij bedreven, maar de producten ondergingen meestal ook bewerkingen.
In de vroege middeleeuwen ontstonden de allodia, bestaande uit één of meer centraal gelegen hoeven. De bewoners waren lijfeigenen of horigen. Zij moesten het land bewerken en een deel van de oogst afstaan. Later ontstond hieruit de heerlijkheid. De heer bezat meestal een groot landgoed, maar had ook bepaalde rechten omtrent de gronden waarvan hij niet rechtstreeks eigenaar was, zoals het jachtrecht en het windrecht. Daarnaast was de bevolking cijnsplichtig. De heer was van adel, maar in de 17e eeuw en later kochten ook regenten en vermogende kooplieden vaak een heerlijkheid met bijbehorende -erfelijke- adellijke titel.
Landgoederen kenmerkten zich gewoonlijk door een kasteel, later een landhuis of villa met bijgebouwen, waaromheen zich een tuin bevond. Voorts was een jachtgebied of warande vaak een onderdeel van een dergelijk landgoed, dat voorts uit productiebossen en landbouwgrond bestond.
Na de opheffing van het feodale stelsel, eind 18e eeuw, bleef grootgrondbezit bestaan, aangezien particulieren soms grote oppervlakten aan woeste grond, gewoonlijk vroeger gemeenschapsbezit en later gemeentelijk bezit, konden kopen. Deze moderne landgoederen werden vaak op dezelfde manier ingericht als de voormalige adellijke landgoederen. Het betrof vaak fabrikanten, bankiers, notabelen en dergelijke.
Sommige grootgrondbezitters gebruiken hun bezit echter uitsluitend voor economische doeleinden. Bekend in dit verband zijn de haciendas in Latijns-Amerika, wat grote landbouw- of veehouderijbedrijven zijn. Vooral indien de extensieve veehouderij wordt bedreven, kunnen de oppervlakten van deze bedrijven aanzienlijk zijn. Dit is bijvoorbeeld het geval in Argentinië.

## Institutioneel grootgrondbezit
Er zijn ook grote landoppervlakten in het bezit van bedrijven, stichtingen, investeringsmaatschappijen en dergelijke. Voorbeelden zijn: de landgoederen van de Maatschappij van Welstand, de Oranjebond van Orde, Landgoed de Utrecht, eigendom van een verzekeringsmaatschappij. Dit betreft bijvoorbeeld plantages, productiebossen, uitgestrekte landbouwgronden en dergelijke. Daarnaast kunnen gebieden in handen zijn van natuurbeschermingsorganisaties of van overheden.

## Grootgrondbezitters in China
Nadat de Chinese communisten in 1950 de Chinese Burgeroorlog hadden gewonnen werden alle grootgrondbezitters (大地主) in de Volksrepubliek China vervolgd. Ze waren kapitalisten en werden als vijanden en uitbuiters van het volk gezien. Velen van hen werden berecht door een communistische dorpsraad en vervolgens publiekelijk vernederd, mishandeld of geëxecuteerd. De uitkomst van het oordeel werd sterk beïnvloed door de hoogoplopende emoties van de lokale boeren. Na de veroordeling was al het bezit van de grootgrondbezitter staatseigendom en werd de landbouwgrond verdeeld onder de arme boeren. Deze boeren waren generaties lang door de grootgrondbezitters als horigen onderdrukt doordat ze verplicht waren te werken voor weinig inkomsten. Veel familie van grondeigenaren vluchtte na de machtsovername naar Taiwan of Hongkong. Kinderen en andere familieleden van kapitalisten werden namelijk ook als 'vijanden van het volk' gezien.

## Grootgrondbezitters in Palestina
In het Midden-Oosten wordt de term effendi gebruikt voor Arabische grootgrondbezitters die na de val van het Ottomaanse Rijk hun gronden in het Britse Mandaatgebied Palestina verkochten aan zionistische organisaties van Joodse immigranten. Veelal werden daarbij uitgestrekte oppervlakten dorre, aride grond, dun bevolkt door arme Palestijnse pachters of fellahin (boeren, geiten- en schapenhoeders), tegen aanzienlijke prijzen verkocht aan het Joods Nationaal Fonds. De machtige, aristocratische landeigenaren woonden in grote luxe in de grote steden (Aleppo, Beiroet, Amman) in de naburige Arabische landen maar verwaarloosden hun land waar ze zelden of nooit aanwezig waren.